# Rovetta (Lombardei)

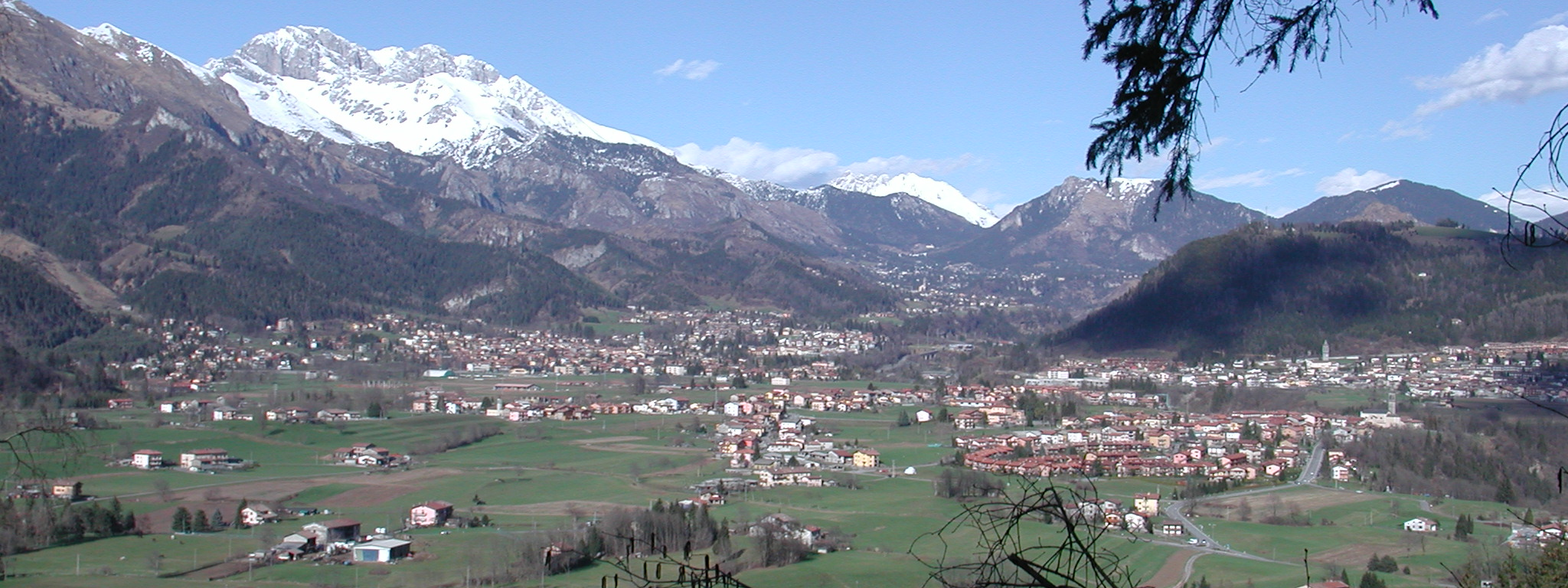
Panorama von Rovetta

Rovetta ist eine norditalienische Gemeinde (comune) mit 4121 Einwohnern (Stand 31. Dezember 2023) in der Provinz Bergamo in der Lombardei. Rovetta liegt südlich der Bergamasker Alpen und etwa 37 Kilometer nordöstlich von Bergamo.

## Geschichte
Die beruflichen Möglichkeiten für junge Leute waren um 1872 in Rovetta und den anderen Dorfern der Region sehr begrenzt, deshalb wanderte beispielsweise Arcangelo Pezzoli und seine Verlobte Maria um 1872 nach Airolo in der Schweiz aus, wo er am Bau des Gotthardtunnels arbeitete und sie einen Laden betrieb.

## Gemeindepartnerschaft
Rovetta unterhält eine Partnerschaft mit der spanischen Gemeinde Vilafant in Katalonien.

## Persönlichkeiten
- Andrea Fantoni (1659–1734), Bildhauer
- Andrea Marinoni (* 1955), Endurosportler
- Paolo Savoldelli (* 1973), Radrennfahrer